# استیلواتر، نیوجرسی
استیلواتر (به انگلیسی: Stillwater Township) شهری در ایالت نیوجرسی کشور ایالات متحده آمریکا است که جمعیت آن در سرشماری سال ۲۰۱۰ میلادی، ۴٬۰۹۹ نفر بوده‌است.